# Mona (banda)
Mona es una banda de rock americano formado en Dayton, Ohio, Bowling Green, Kentucky en 2007. La banda saltó a la fama que aparece como parte del sondeo de la BBC "Sound of 2011"; que fue revelado el 5 de diciembre de 2010. La banda también se coronó con el premio de MTV "Brand New for 2011". Su primer álbum homónimo fue lanzado el 16 de mayo de 2011 en el Reino Unido a través de Zion Noiz/Island Records y fue lanzado el 28 de febrero de 2012 en los EE. UU. a través de Zion Noiz/Mercury Records.

## Historia

### Inicios (2007-2009)
Fue formada por los miembros Nick Brown (voz principal, guitarra), Vince Gard (batería, percusión), Zach Lindsey (bajo, coros) y Jordan Young (guitarra, coros), quienes provenían de Dayton, Ohio y Bowling Green, Kentucky, respectivamente, a pesar de que ahora viven en Nashville, Tennessee. Brown reveló que el nombre del grupo hace referencia a su abuela, Mona Brown.
En abril de 2009, Brown conoció a Saul Galpern, creador de Nude Records, gracias a un amigo mutuo. Poco después de haber mantenido charlas por Internet, Galpern voló a Nashville a conocer a la banda. Después de haber quedado muy impresionado por ellos, Galpern firmó un contrato de gestión con la banda que dio lugar a un contrato de grabación con Island Records y Mercury Records en septiembre de 2010.

### Mona(2010-2012)
En noviembre de 2010, aparecieron en Later... with Jools Holland, donde tocaron las canciones "Teenager", "Listen to Your Love" y "Lines In the Sand". La banda lanzó su primer sencillo "Listen to Your Love" en el Reino Unido el 13 de septiembre de 2010 bajo su propio sello discográfico independiente, Sion Noiz Grabaciones. El segundo sencillo "Trouble on the Way", fue lanzado luego a través de Zion Noiz/Island Records el 13 de diciembre de 2010. Mona lanzó su tercer sencillo, "Teenager", el 7 de febrero de 2011. Su cuarto y último sencillo en Reino Unido, "Shooting the Moon", fue lanzado el 31 de julio de 2011. Su primer álbum Mona fue lanzado en 16 de mayo de 2011.

### Torches & Pitchforks(2013)
El 12 de junio de 2013 Mona anunció que lanzaría su segundo álbum, Torches & Pitchforks, en Mercury Records el 23 de julio. La banda también ha anunciado nuevas fechas de sus conciertos, comenzando en Columbus, OH, el 7 de julio.

### Futuros miembros (2014-presente)
Después de la gira de la banda promoción de Torches & Pitchforks lo largo de 2013/2014, la banda llamó a Alexander Pierce Lindsey (hermano de Zach Lindsey) para reemplazar a Vince Gard en la batería desde el concierto de Mona en Nochevieja en Tidballs, Bowling Green, Kentucky. En abril de 2015, el grupo movió a Pierce Alexander Lindsey como tercer guitarrista y ha añadido un nuevo batería, Justin Wilson.

## Apariciones
- Later... with Jools Holland (2010) (tocando «Teenager, Listen to Your Love y Lines In the Sand»)
- En el videojuego Gears of War: Judgment se encuentra el tema «Shooting the Moon».

## Miembros
Miembros actuales
- Nick Brown - voz principal, guitarra rítmica, piano (2007-presente)
- Zach Lindsey - bajo, coros (2008-presente)
- Jordan Young - guitarra principal, coros (2009-presente)
- Pierce Alexander Lindsey - guitarra principal (2014-presente)
- Justin Wilson - batería (2015-presente)

Miembros pasados
- Vince Gard - batería (2007-2014)

## Discografía
Álbumes de estudio
- 2011: Mona
- 2013: Torches & Pitchforks